# Bötterums gästgivargård

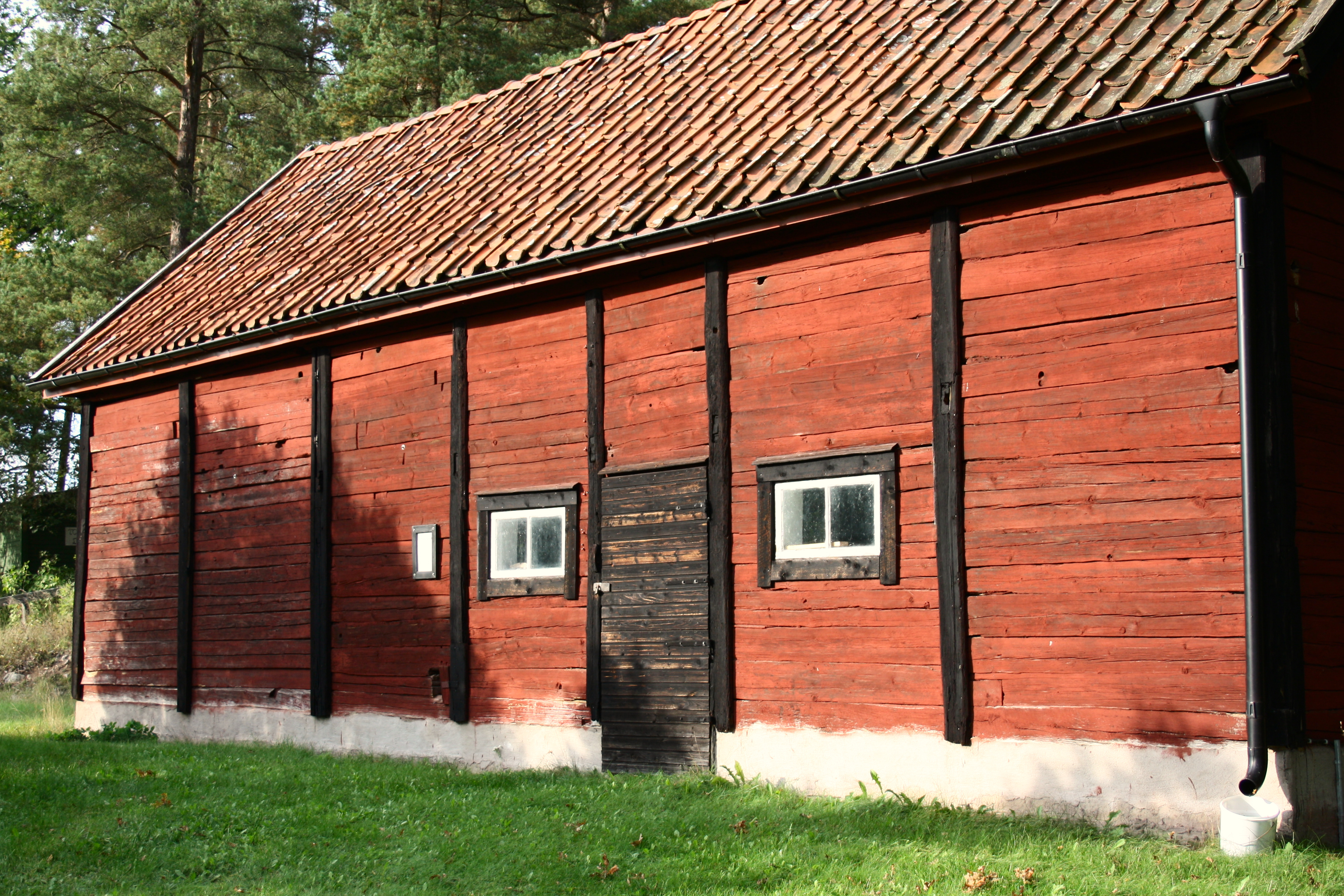
Bötterums tingshus

Bötterums gästgivargård är ett hembygdsmuseum i byn Bötterum, Långemåla socken, Högsby kommun i Småland.
Gästgivargården är belägen vid riksväg 34 mellan Långemåla och Ruda. 
Gästgiveriet har sitt ursprung i det gästgiveri i Bötterum som 1683 uppfördes av Nicolaus Bruun. Efter att ha tillhört släkten Bruun i några generationer övergick verksamheten vid mitten av 1700-talet till gästgivaren på Staby krog, Sune Engström, vars släkt kom att innehade gästgiveriet till 1927.
Sune Engström lät 1753 uppföra den södra nedre delen av gästgivargården som idag är den äldsta bevarade delen. Under de första åren hade han svårt att få lönsamhet i verksamheten på grund av sina byggkostnader, men vid sin död 1778 hade han hunnit få ordentlig lönsamhet i verksamheten. Gästgiveriet övertogs av sonen Nils Engström, som 1793 lät bygga om gästgiveriet till dess nuvarande omfattning. Det gamla tingshuset i Bötterum köptes in och byggdes om. Nils Engström drev även en såg, en kvarn och ett linoljeslageri på gården. Efter hans död 1818 övertog sonen Johan Eric Engström gästgiveriet. Efterhand började dock verksamheten att gå sämre och 1879 lades gästgiveriet ned efter att en tid ha bedrivits i en annan byggnad tvärs över landsvägen. Sedan 1947 ägs Bötterums gästgivargård av Långemåla hembygdsförening.

Gästgiveriet är delvis tidsenligt möblerat. På väggarna i nordöstra hörnets kammare är målade med landskapå och folklivsscener på 1700-talet av någon av målarna i familjen Wadsten.
Även vagnslider, sädesmagasin och slöjdbod ingår i museet. I kulturreservatet ingår även det gamla tingshuset. I rättarstugan, från 1802, finns skolmuseum, torparkök, byhandel och hantverkarstugor.